# Kot w butach: Ostatnie życzenie
Kot w butach: Ostatnie życzenie (ang. Puss in Boots: The Last Wish) – amerykański film animowany komputerowo z 2022 roku wyprodukowany przez studio DreamWorks Animation i dystrybuowany przez Universal Pictures. Jest sequelem filmu Kot w butach z 2011 roku i szóstym filmem osadzonym we franczyzie Shreka. Wyreżyserował go Joel Crawford we współpracy z Januelem Mercado. 

## Fabuła
Tytułowy kot w butach przybywa do hiszpańskiego miasteczka Del Mar, gdzie podczas starcia z gigantem ginie przygnieciony przez dzwon. Jednakże jako kot posiada dziewięć żyć, przez co niezbyt przejmuje się tym wypadkiem i powoli wraca do siebie. Lekarz jednak uświadamia go, że ze wszystkich żyć zostało mu już tylko jedno, ostatnie. By nie popaść w marazm wywołany strachem przed śmiercią wyrusza na poszukiwanie legendarnej Gwiazdy Życzeń wraz z poznanym w kocim schronisku psem Perrito. Na jego drodze stanie dawna miłość Kitty Kociłapka, Złotowłosa wraz z trzema misiami, Jacek Placek oraz tajemniczy wilk – a każda z tych postaci ma swoją własną motywację, by brać udział w tej podróży. 

## Obsada
W filmie głosu bohaterom użyczyli następująca aktorzy:
- Kot w butach – Antonio Banderas (ang.), Wojciech Malajkat (pol.)
- Kitty Kociłapka – Salma Hayek (ang.), Izabella Bukowska (pol.)
- Perrito – Harvey Guillén (ang.), Sebastian Machalski (pol.)
- Złotowłosa – Florence Pugh (ang.), Monika Dryl (pol.)
- Mama Miś – Olivia Colman (ang.), Elżbieta Kopocińska-Bednarek (pol.)
- Tata Miś – Ray Winstone (ang.), Jan Kulczycki (pol.)
- Mały Miś – Samson Kayo (ang.), Bartosz Obuchowicz (pol.)
- Mama Luna – Da’Vine Joy Randolph (ang.), Renata Berger (pol.)
- Jacek Placek – John Mulaney (ang.), Bartłomiej Nowosielski (pol.)
- Wilk – Wagner Moura (ang.), Robert Jarociński (pol.)

## Odbiór
Film został ciepło przyjęty zarówno przez recenzentów, jak i przez publiczność. Dawid Muszyński z portalu Na Ekranie chwalił przedstawioną historię jako przejmującą i angażującą widza, jakość animacji oraz niebanalny humor. Ewelina Sikorska z Paradoksu podkreśliła niejednoznaczność bohaterów ukazujących swoje rozterki oraz dojrzałość historii konkludując, iż film przebił swój pierwowzór pod każdym względem, natomiast Zuzanna Tomaszewicz z serwisu Na temat podkreśliła, że ze względu na poruszaną tematykę film może nie być do końca odpowiedni dla najmłodszych dzieci. 
W 2023 roku film był nominowany do Oscara w kategorii „najlepszy pełnometrażowy film animowany”.